# 왕준 (군공)
왕준(王駿, ? ~ 16년)은 전한 말기 ~ 신나라의 군인으로, 자는 군공(君公)이며 경조윤 장안현(長安縣) 사람이다.

## 행적
전한 원시 3년(3년), 집금오에 임명되었다가 2년 후 보병장군(步兵將軍)으로 전임되었다.
거섭 2년(7년) 9월, 동군태수 적의가 왕망에 대항하여 반란을 일으켰다. 명의후(明義侯) 왕준은 강노장군(強弩將軍)에 임명되어 분무장군(奮武將軍) 손건, 호아장군(虎牙將軍) 왕읍 등 여섯 명의 장군과 함께 토벌에 나섰으나, 이들과 달리 군공을 세우지 못하여 이듬해 정월에 해임되었다.
신 시건국 원년(9년), 오위장(五威將) 왕준은 신나라의 사신으로서 흉노로 가 인새·금품 등을 선우에게 하사였다.
이듬해, 왕망은 흉노선우의 칭호를 항노복우(降奴服于)로 바꾸었다. 또 입국장군(立國將軍) 손건에게 군세 병력을 주어 다섯 갈래로부터 나아가 흉노를 토벌하게 하였고, 이때 왕준은 분무장군이 되어 정호장군(定胡將軍) 왕안과 함께 장액에서 출격하였다.
천봉 3년(16년), 왕준은 서역도호 이숭과 함께 흉노를 치러 나아갔다. 이때 서역의 여러 나라들은 왕준 등을 지원하였으나, 이들 중 하나였던 언기국은 거짓으로 항복하고는 공격할 준비를 하였다. 이를 알아챈 왕준 등은 사차국·구자국 등의 병력 7천 명과 함께 언기국을 쳤으나, 왕준 휘하에 있었던 고묵국·위리국·위수국의 병사가 반란을 일으켜 패하였고 왕준은 전사하였다.

## 출전
- 반고, 《한서》
  - 권19하 백관공경표 下
  - 권84 적방진전
  - 권94 흉노전 下
  - 권96상 서역전 上
  - 권99중 왕망전 中

| 전임 윤상 | 전한의 집금오 3년 ~ 5년 | 후임 두황 |